# Polygynandrie
Polygynandrie is een paringssysteem waarbij zowel mannetjes als vrouwtjes meerdere paringspartners hebben tijdens een broedseizoen. Bij de geslachtelijke voortplanting van diploïde dieren worden door mannelijke en vrouwelijke dieren verschillende paringsstrategieën gebruikt omdat de kosten van gameetproductie voor mannelijke dieren lager zijn dan voor vrouwelijke dieren. Aangenomen wordt dat de verschillende paringsstrategieën die door mannelijke en vrouwelijke dieren worden toegepast, het resultaat zijn van reproductieve conflicten, zowel ecologisch als sociaal.
Reproductieve conflicten in dierpopulaties kunnen ontstaan doordat individuen niet genetisch identiek zijn en verschillende optimale strategieën hebben om hun fitheid te maximaliseren; en vaak blijkt dat reproductieve conflicten ontstaan als gevolg van een dominantiehiërarchie waarin de gehele of een groot deel van de reproductie door slechts één individu wordt gemonopoliseerd. Bij de wesp Polistes carolina wordt bepaald wie onder vrouwelijke wespen dominante koningin wordt door degene die het eerst bij het nest arriveert, en niet door de grootste stichteres, van wie wordt verwacht dat ze de beste is in vechten. In een onderzoek naar de alpenheggenmus (Prunella collaris) leidde de nabijheid en het delen van gebieden op de bergtoppen van de Franse Pyreneeën tot een polygynandrisch paarsysteem, waarbij twee tot vier mannetjes paren met twee tot vier vrouwtjes in dezelfde buurt.
Polygynandrie is een manier om een polygaam paarsysteem te beschrijven, met meerdere mannen en vrouwen. Wanneer vrouwtjes meerdere paringspartners hebben, staat dit bekend als polyandrie, en wanneer mannen meerdere paringspartners hebben, staat dat bekend als polygynie. Elk geslacht heeft potentiële voordelen als het om promiscuïteit gaat; vrouwtjes, vooral degene met genetisch 'inferieure' sociale partners, hebben de kans om de genetische kwaliteit van hun nakomelingen te vergroten, terwijl mannetjes de eieren van veel andere partners kunnen bevruchten. In wezen is het ideale paringsgedrag voor mannetjes om promiscue te zijn in plaats van monogaam (waar ze maar één paringspartner hebben), omdat dit leidt tot meer nakomelingen, en deze mannetjes monopoliseren hun vrouwelijke partners door hen fysiek te beletten met andere mannetjes te paren. Aan de andere kant profiteren vrouwtjes van polyandrie, omdat ze meer nakomelingen krijgen.

## Voordelen van meervoudige paring voor vrouwtjes
Vaak paren vrouwtjes vrijwillig met meer dan één mannetje. Het paren met meerdere mannetjes verkleint het risico dat vrouwtjes onbevruchte eieren hebben, omdat één mannetje mogelijk niet genoeg sperma heeft om al haar eieren te bevruchten. Bij Grijze junco's (Junco hyemalis), een vogelsoort, paart een vrouwtje met meer dan één mannetje, omdat haar sociale partner vaak van een lagere genetische kwaliteit is dan andere potentiële spermadonoren. De vrouwtjes paren vrijwillig met andere mannetjes naast hun partner, omdat ze potentieel ziet om de levensvatbaarheid en seksuele aantrekkelijkheid van haar nakomelingen te verbeteren. Vrouwtjes kunnen ook paren met verschillende mannetjes vanwege genetische voordelen, zoals genetische diversiteit onder haar nakomelingen, vanwege de verscheidenheid aan sperma die voor haar beschikbaar is. Bij zangvogels komen paringen buiten die met de vaste partner voor omdat vrouwtjes weg kunnen sluipen uit hun thuisgebied om andere mannetjes te zoeken. Wanneer vrouwelijke zangvogels extra mannelijke partners zoeken, selecteren ze mannetjes met een kleurrijk verenkleed dat uitgebreider is dan dat van hun sociale partner. Studies tonen aan dat vrouwelijke zangvogels met mindere verenkleedpartners het meest actief op zoek zijn naar paringen met een extra man, en dat mannetjes met de meest ontwikkelde eigenschappen, zoals langere staarten of een helderder verenkleed, beter overleven. Wanneer vrouwelijke zangvogels dus meerdere paringspartners hebben, verhogen ze de genetische kwaliteit van hun nakomelingen.
Voor een vrouwtje betekent meervoudig paren een groter aantal jongen dat een vrouwtje kan voortbrengen, en vaak betekent dit ook een groter aantal jongen waarvoor ze moet zorgen. Om de veiligheid en het welzijn van haar nakomelingen te garanderen, kunnen vrouwtjes meerdere paringspartners hebben om zo meer middelen van mannen te krijgen voor zichzelf en haar nakomelingen. Bij grijze junco's, heggenmus (Prunella modularis) en Galápagosbuizerd (Buteo galapagoensis) vergroot het paren met meerdere mannetjes de hoeveelheid zorg die een vrouwtje voor haar nakomelingen kan krijgen. Vaak zorgen meerdere partners ervoor dat vrouwtjes meer nakomelingen krijgen, en het vaderschap van de nakomelingen valt doorgaans buiten de biologische ouders, wat betekent dat een ander mannetje voor de nakomelingen van een ander mannetje kan zorgen.

## Voordelen van meervoudige paring voor mannetjes
Mannetjes kunnen potentieel veel sneller eieren bevruchten dan vrouwtjes ze kunnen produceren, wat betekent dat een mannetje zijn reproductieve succes het beste kan vergroten door zoveel mogelijk verschillende vrouwtjes te vinden en te bevruchten. Bij Drosophila melanogaster nam het reproductiesucces van mannetjes toe met het aantal paringen, maar voor vrouwtjes was er geen directe relatie met het aantal partners en het aantal geproduceerde nakomelingen. Wanneer mannetjes meerdere paringspartners hebben, moeten ze soms de afstamming van de nakomelingen delen, waardoor de genetische waarde van de nakomelingen voor hem afneemt en dus het relatieve voordeel van het blijven helpen afneemt. Wanneer het vaderschap wordt gedeeld tussen meerdere mannen, wordt verwacht dat het minder waarschijnlijk is dat mannen blijven om de vrouw te helpen bij de zorg voor het nageslacht, omdat het weinig voordeel oplevert om te blijven om de andere nakomelingen groot te brengen als er andere mannen aanwezig zijn.
Hoewel mannetjes hun voortplantingssucces sneller kunnen vergroten dan vrouwtjes doordat ze eieren sneller kunnen bevruchten dan vrouwtjes ze kunnen produceren, zijn mannetjes ook in het nadeel als het om paring gaat, vanwege seksuele selectie. Vrouwtjes kiezen meestal mannen die 'charmant' zijn en mannen die seksuele versieringen vertonen. In een onderzoek naar Hanenstaartwidavink (Euplectes progne) werden mannetjes met langere staarten seksueel geselecteerd boven mannetjes met minder indrukwekkende staarten. Bij vogels zoals de Roodkeelwidavink (Euplectes ardens) worden mannetjes die tijdens de verkering hun seksuele versiering tonen, over het algemeen sneller gekoppeld en trekken vrouwtjes meer aan dan mannetjes die tijdens de verkering een kortere staart vertonen. Mannetjes worden vaak seksueel geselecteerd op basis van hun fysieke kenmerken en wat ze 'te bieden' hebben. Mannelijke pauwen met flamboyant gekleurde staarten worden bijvoorbeeld seksueel geselecteerd boven pauwen met doffe en minder uitgebreide staarten. Seksuele selectie van mannen door vrouwen leidt ook tot concurrentie tussen mannen onderling. In tegenstelling tot vrouwtjes die veel investeren voorafgaand aan de paring, investeren mannetjes niet zoveel bij het genereren van hun sperma, maar dit vergroot de concurrentie tussen mannetjes om vrouwelijke investeringen. Een grote paringscompetitie betekent ook een grotere variatie in het succes van mannen; de beste concurrenten zullen meer succes hebben bij het paren dan degenen die er niet in slagen te paren. De beste concurrenten zullen minder snel geneigd zijn om tijdens de paring voor hun nakomelingen te zorgen, omdat ze het vermogen hebben om elders nakomelingen te produceren. Mannetjes met de grootste omvang, sterkte of best ontwikkelde wapens behalen het grootste paringssucces. In andere gevallen kunnen mannetjes een hoger reproductief succes hebben als ze betere toegang tot hulpbronnen hebben dan andere concurrenten. Vrouwelijke hangende vliegen (Bittacidae spp.) paren bijvoorbeeld alleen met een mannetje als hij haar een groot insect geeft om te eten tijdens de paring, en Noord-Amerikaanse brulkikkers beschermen vijvers en kleine meren waar vrouwtjes hun eieren komen leggen.

## Taxonomische referenties

### Amfibieën
De verschillende paringstactieken zijn terug te vinden in een groot aantal taxa. Bij amfibieën zoals Salamandrina perspicillata is meervoudig vaderschap een gevolg van het feit dat vrouwtjes paren met meerdere mannetjes. Er is aangetoond dat vrouwtjes in alle soorten in de onderorde Salamandroidea polyandrische paringsstrategieën gebruiken. In een onderzoek naar een populatie Salamandrina perspicillata komt meervoudig vaderschap voor als een alomtegenwoordige voortplantingsstrategie onder natuurlijke omstandigheden. Men ziet dat bij deze soorten, wanneer mannetjes met twee vrouwtjes paren, zij nakomelingen verwekken die omgekeerd evenredig verwant zijn met hun genetische gelijkenis met de vrouwelijk. Vrouwtjes van deze soort beoefenden polygynandrie om de genetische variabiliteit onder haar nakomelingen te vergroten door partners te kiezen die genetisch verschillen van henzelf. In tegenstelling tot andere onderzoeken naar polygynandrie, waarbij de vrouwtjes meerdere paringspartners hadden om middelen van de man te verkrijgen, leverde meervoudig vaderschap in de studie van Salamandrina perspicillata geen genetisch indirect voordeel op voor de nakomelingen. Dit resulteerde in een kosten-batenmechanisme waarin het verkregen voordeel van meervoudige paring het negatieve effect van het aantal partners op de heterozygotie van het nageslacht compenseerde. Vrouwtjes die partners kozen die genetisch verschillend waren van henzelf, werden ook gezien bij Ichthyosaura alpestris en Lissotriton vulgaris, waar in een paringssysteem met twee mannen de minder verwante mannetjes de voorkeur kregen van de vrouwtjes. En net als in het geval van Salamandrina perspicillata werden er geen indirecte genetische voordelen behaald door het hebben van meerdere paringspartners.

### Pycnogoniden (zeespin)
Bij Ammothea hilgendorfi, een zeespin, vindt bevruchting plaats wanneer een vrouwtje haar eieren overdraagt aan een mannetje dat haar vasthoudt met ovigeren of broedpoten, een gespecialiseerd paar poten, en de eieren extern bevrucht. Het mannetje lijmt de eieren in clusters en draagt de eieren op zijn ovigeren totdat ze uitkomen. De persoonlijke kosten voor mannen voor het bieden van langdurige zorg voor de jongen worden gezien als een aanzienlijke investering van de ouders, omdat wordt aangenomen dat de zekerheid van de ouderschap substantieel is voor de post-zygotische investering. Er is een hoog niveau van vaderschapszekerheid in Ammothea hilgendorfi, wat suggereert dat er een verminderd foerageervermogen, een verhoogd predatierisico en een lagere mobiliteit bestaan. Een experimenteel onderzoek naar Ammothea hilgendorfi toonde aan dat hoewel mannetjes paren met meerdere vrouwtjes, mannetjes geen eierpartijen van verschillende moederdieren mengen. De eieren die door een mannetje in clusters werden vastgehouden, kwamen binnen een kort tijdsbestek uit, wat aangeeft dat mannetjes binnen korte tijd met verschillende vrouwtjes paren.
Meerdere paringen door vrouwelijke pycnogoniden zijn mogelijk omdat een recent gepaard vrouwtje vaak onbevruchte rijpe eieren in een of meer dijbenen bewaart, waardoor ze met extra partners kan paren. Bij soorten met externe bevruchting en mannelijke ouderlijke zorg kunnen vrouwtjes haar legsel onder verschillende mannetjes verdelen en door dit te doen vergroot het vrouwtje de kans dat ten minste een deel van haar nakomelingen indirecte genetische voordelen en/of uitgebreide ouderlijke zorg zal ontvangen van een kwaliteit aanbieder.

### Hymenoptera
De reproductieve vrouwtjes van sociale Hymenoptera – wespen, bijen en mieren – paren met meerdere partners. Deze vrouwtjes worden koninginnen genoemd, om ze te onderscheiden van de niet-reproductieve vrouwtjes die de kolonie verzorgen en niet paren.
Een honingbijkoningin paart idealiter met ongeveer een dozijn darren (mannetjes) tijdens haar huwelijksvlucht. Het sperma van paringen wordt opgeslagen in een speciaal reservoir, de spermatheca genaamd, gedurende het leven van de koningin – wat meerdere jaren kan duren.

## Onderhoud / Maintenance
Hoewel promiscuïteit zowel mannen als vrouwen ten goede heet te komen, zijn er nog onvoldoende gegevens om ter ondersteuning van de theorie dat promiscuïteit vrouwtjes ten goede komt. In een onderzoek aan Grijze junco's waren de nakomelingen van 'buitenechtelijke' mannetjes niet beter of slechter dan de nakomelingen van hun mannelijke sociale partners. Het onderzoek naar Grijze junco's bracht echter meer verwekte nakomelingen aan het licht bij promiscue vrouwtjes dan bij monogame vrouwtjes. Uit een onderzoek onder vrouwelijke Schaatsenrijders (Heteroptera: Gerridae) bleek dat meerdere paringen kostbaar kunnen zijn voor het vrouwtje, vooral omdat er veel tijd en energie wordt geïnvesteerd in het produceren van een ei. Niet alleen waren extra paringen kostbaar, maar er was ook geen steun voor eventuele genetische voordelen van het hebben van meerdere paringspartners. In plaats daarvan lieten de resultaten van het experiment zien dat de eiproductie en het uitkomen van eieren het hoogst waren als het aantal partners tot een minimum werd beperkt.
Aan de andere kant hebben onderzoeken aangetoond dat mannetjes een hoger reproductief succes hadden dan vrouwtjes als ze polygynandrisch waren. Vergeleken met vrouwelijke chimpansees hadden mannelijke chimpansees een betere verhouding tussen het aantal paringen en het aantal geproduceerde nakomelingen. Studies toonden niet alleen een hoger reproductief succes aan, maar Columbiaanse grondeekhoorns vertoonden ook een aanzienlijke verschillen in mannetjes die groter en zwaarder waren, wat duidt op concurrentie tussen mannen onderling. Competitie tussen mannen onderling betekent seksuele dimorfie onder de mannen en dit betekent dat vrouwen mannen seksueel kunnen selecteren op basis van de seksuele versieringen die ze vertonen.
Over het geheel genomen hebben onderzoeken aangetoond dat polygynandrie mannen meer voordelen biedt dan vrouwen. Wanneer polygynandrie bij verschillende soorten wordt waargenomen, hebben mannetjes meestal de overhand, wat betekent dat mannetjes meer profiteren van polygynandrie dan vrouwtjes. Vrouwtjes zoeken over het algemeen meerdere paringspartners om de voordelen voor hun nakomelingen te vergroten, of dat nu is door fysieke hulpbronnen voor hun nakomelingen te verwerven of door hun nakomelingen te voorzien van gezondere genen die geschikt zijn om te overleven. Aan de andere kant hebben mannen in de meeste gevallen meerdere paringspartners om tijdens hun leven zoveel mogelijk nakomelingen te krijgen, en zij kunnen dit gemakkelijker bereiken dan vrouwen, omdat mannen in de meeste gevallen niet als ouders betrokken zijn bij de zorg en de opvoeding en het grootbrengen van hun nakomelingen.

## Vogels waarbij polygynandrie is vastgesteld
Polygynandrie bij vogels is zeldzaam, het is bekend van minder dan 0,1% van alle vogelsoorten, waaronder:
- Sommige Tinamidae - Tinamoes
- Gallus - de wilde verwanten van de kip
- Prunella modularis - Heggenmus
- Prunella collaris - Alpenheggenmus
- Alectura lathami - Boskalkoen
- Guira guira - Guirakoekoek
- Geslacht Eclectus - Edelpapegaai
- Notiomystis cincta - Hihi of geelbandhoningeter, de enige bekende vogel met face-to-face copulatie.
- Porphyrio porphyrio - Purperkoet
- Geslacht Catharus: onder andere Catharus bicknelli - Bicknells Dwerglijster
- Melanerpes formicivorus - Eikelspecht
- Bubalornis niger - Roodsnavelbuffelwever